# Pavel Dotchev
Pavel Dotchev (auch Pawel Dotschew geschrieben, bulgarisch Павел Дочев; * 28. September 1965 in Sofia) ist ein ehemaliger bulgarisch-deutscher Fußballspieler und jetziger ‑trainer sowie -funktionär. Er verbrachte einen Großteil seiner Spielerlaufbahn in Deutschland, vor allem beim SC Paderborn 07, dessen Trainer er später war. Dotchev ist der Trainer mit den meisten Einsätzen als Cheftrainer in der Geschichte der 3. Liga.

## Karriere als Spieler
Dotchev kam zur Saison 1992/93 nach Deutschland, wo er sich dem Hamburger SV anschloss, nachdem er in Bulgarien bis 1991 bei Lokomotive Sofia und in der Spielzeit 1991/92 bei ZSKA Sofia gespielt hatte. In seiner letzten Spielzeit in Bulgarien wurde er mit ZSKA Sofia bulgarischer Meister. Für die Hanseaten bestritt er acht Bundesligaspiele. Im August 1993 wurde er beim HSV vom Übungsbetrieb ausgeschlossen, ihm wurde Lustlosigkeit vorgeworfen. Er wechselte daraufhin mittels Leihabkommen für die Saison 1993/94 zurück zu ZSKA Sofia, bevor ihn sein Weg für das Spieljahr 1994/95 erneut nach Deutschland und dort zu Holstein Kiel führte. Von 1995 bis 2003 stand Dotchev beim SC Paderborn 07 unter Vertrag und wechselte während der Saison 2002/03 vom Spielfeld auf den Trainerstuhl.

## Karriere als Trainer und Funktionär
2005 gelang ihm mit den Paderbornern der Aufstieg in die 2. Bundesliga. Trotz seiner erfolgreichen Arbeit wurde sein zum Saisonende auslaufender Vertrag nicht verlängert, was von den Spielern und Fans des SCP mit heftigen Protesten quittiert wurde.
Seit 2005 war Pavel Dotchev Trainer beim Regionalligisten FC Rot-Weiß Erfurt. Dort konnte er den freien Fall von der 2. Bundesliga in die Amateur-Oberliga verhindern und die Mannschaft stabilisieren. In Erfurt besaß er einen Vertrag bis 2008, mit der Option auf Vertragsverlängerung bis 2009 im Falle der Qualifikation für die neue 3. Liga. 2007 wurde Dotchev zum Trainer des Jahrhunderts des SC Paderborn 07 gewählt und es wurde ihm, ebenfalls 2007, die deutsche Staatsbürgerschaft verliehen. Im Februar 2008 übernahm Dotchev erneut beim SC Paderborn 07 das Training, am 13. Mai 2009 teilte der Verein seine sofortige Entbindung von dieser Aufgabe mit.
Zur Saison 2010/11 wurde Dotchev Trainer des bulgarischen Spitzenclubs ZSKA Sofia, wurde nach dem 2:2 gegen Aufsteiger Widima-Rakowski Sewliewo aber bereits nach fünf Spielen am 16. August 2010 suspendiert. Unter seiner Leitung erlebte der Klub zwei Siege, ein Remis und zwei Niederlagen. Am 13. September 2010 wurde er neuer Cheftrainer des SV Sandhausen in der 3. Liga, wo er wegen Erfolglosigkeit jedoch bereits am 14. Februar 2011 beurlaubt wurde. Ab dem 24. Januar 2012 war Dotchev neuer Cheftrainer des Drittligisten Preußen Münster. In seiner dritten Spielzeit wurde Dotchev am 5. September 2013 nach dem siebten Spieltag der Saison 2013/14 freigestellt.
Nach knapp zwei Jahren Pause wurde er im Juni 2015 Cheftrainer beim aus der 2. Bundesliga abgestiegenen FC Erzgebirge Aue, mit dem ihm der sofortige Wiederaufstieg durch die Vizemeisterschaft in der 3. Liga gelang. Zudem gewann er mit den Veilchen den Sachsenpokal 2015/16. Nach der 1:4-Heimniederlage gegen Dynamo Dresden trat Dotchev am 28. Februar 2017 von seinem Amt zurück.
Am 19. Mai 2017 wurde bekannt, dass Pavel Dotchev – bereits als aktiver Spieler für Hansa interessant und schon im Kader Rostocks für das DFB-Pokal-Spiel am 24. August 1993 gegen die TSF Ditzingen erwähnt – Cheftrainer und damit Nachfolger von Christian Brand bei Hansa Rostock wird. Unter Dotchev rangierte Hansa, in Tuchfühlung auf den Aufstieg in die zweite deutsche Spielklasse, auf dem sechsten Tabellenplatz. Bereits nach Ende der Hinrunde der Drittligasaison 2018/19 hatte der Verein gegenüber Dotchev kommuniziert, seinen zum Saisonende auslaufenden Vertrag nicht zu verlängern, da die Mannschaft Gefahr lief, auch diese Saison den Aufstieg in die 2. Bundesliga zu verpassen. Dotchev teilte dies anschließend ohne vorherige Kommunikation mit der Vereinsführung der Ostsee-Zeitung mit. Als Konsequenz daraus entließ ihn der FC Hansa bereits in der Winterpause.
Zur Saison 2019/20 übernahm Dotchev die Position des Cheftrainers beim Drittliga-Aufsteiger FC Viktoria Köln. Am 28. Spieltag absolvierte er sein 238. Drittligaspiel an der Seitenlinie, was vor ihm noch keinem anderen Cheftrainer gelungen war. Zeitweise näherte sich die Mannschaft den Aufstiegsregionen, stürzte dann aber ab und hielt als Zwölfter die Klasse. Nach nur einem Sieg aus elf Ligaspielen in der Folgesaison wurde Dotchev im Januar 2021 entlassen.
Am 1. Februar 2021 wurde Dotchev als neuer Cheftrainer des MSV Duisburg vorgestellt. Er trat dort die Nachfolge des einige Tage zuvor entlassenen Gino Lettieri an. Am 7. Oktober 2021 wurde er von seinen Aufgaben entbunden.
Zum 1. November 2021 kehrte Dotchev als Sportdirektor zum FC Erzgebirge Aue zurück. Zudem wurde er formal Cheftrainer der Profimannschaft, da der sogenannte „Teamchef“ und faktische Cheftrainer Marc Hensel nicht über die Fußballlehrer-Lizenz verfügte. Als Lizenzhalter hatte in den Vorwochen der Leiter der Nachwuchsabteilung, Carsten Müller, fungiert. Am 23. Februar 2022 übernahm Dotchev die Mannschaft bis zum Ende der Saison 2021/22 nun tatsächlich in Personalunion als Cheftrainer. Hensel, der zeitgleich den 13-monatigen Lehrgang zum Fußballlehrer mit virtuellen Modulen und Präsenzveranstaltungen in Frankfurt am Main begann, wurde fortan sein Co-Trainer. Der FC Erzgebirge Aue stand zu diesem Zeitpunkt nach dem 23. Spieltag auf dem letzten Platz und hatte jeweils 10 Punkte Rückstand auf den Relegations- und ersten Nicht-Abstiegsplatz. Anfang März 2022 verkündete Dotchev das Ende seiner Trainerkarriere nach dem Saisonende. Auch unter dem Bulgaren konnten die Leistungen nicht gesteigert werden, sodass am 32. Spieltag der Abstieg feststand. Die Saison wurde schließlich mit 26 Punkten auf dem 17. Platz abgeschlossen. Vor der Saison 2022/23 kündigte Präsident Helge Leonhardt einen „sportlichen Neuanfang“ an; Dotchev verließ daraufhin den Verein.
Anfang Dezember 2022 kehrte Dotchev erneut zum FC Erzgebirge Aue zurück und wurde als Nachfolger des Interimstrainers Carsten Müller zum dritten Mal Cheftrainer. Der Verein, der mittlerweile über einen neuen Präsidenten und mit Matthias Heidrich über einen Sportgeschäftsführer verfügte, stand nach dem 17. Spieltag der Saison 2022/23 mit 14 Punkten auf einem Abstiegsplatz. Dotchevs Amtsübernahme fiel in die Winterpause, die aufgrund der Weltmeisterschaft 2022 in Katar bereits Mitte November 2022 begonnen hatte. Die Saison beendete der Verein auf Platz 14, im Folgejahr erreichte Aue unter seiner Leitung Platz 6 in der Abschlusstabelle. Am 21. November 2024 gab der Verein bekannt, Dotchevs im Sommer 2025 auslaufenden Vertrag nicht zu verlängern. Am 1. Dezember 2024 wurde er im Anschluss an eine 2:5-Niederlage gegen den SC Verl entlassen. Das Team hatte aus den vorangegangenen zwölf Ligaspielen nur elf Punkte geholt. Das Team lag zum Zeitpunkt der Entlassung auf dem achten Tabellenplatz, der Verein hatte zu Saisonbeginn den Aufstieg in die 2. Bundesliga als Saisonziel ausgegeben.

## Erfolge
Als Spieler
- Bulgarischer Meister: 1992 (ZSKA Sofia)
- Westfalenpokalsieger (3): 2000, 2001, 2002 (alle SC Paderborn 07)

Als Trainer
- Aufstieg in die 2. Bundesliga (2): 2005 (SC Paderborn 07), 2016 (FC Erzgebirge Aue)
- Mecklenburg-Vorpommern-Pokalsieger: 2018 (Hansa Rostock)
- Sachsenpokalsieger: 2016 (FC Erzgebirge Aue)
- Westfalenpokalsieger: 2004 (SC Paderborn 07)

## Sonstiges
- Dotchev ist mit 366 Spielen der Cheftrainer mit den meisten Spielen in der 3. Liga.[29]